# Wetken
Wetken ist der Name einer Hamburgischen Patrizier-Familie. Johann Wetken (um 1470–1538), sein Sohn Hermann (1522–1595) und Enkel Johann († 1616) waren Bürgermeister von Hamburg.
Weitere Mitglieder der Familie:
- Hermann Wetken (Geistlicher) (1808–1886), Oberpfarrer und Superintendent zu Osterwieck
- Hermann Wetken (Kaufmann) († 1712), Kaufmann in Hamburg
- Johann Jacob Wetken (1691–1741), Pastor in Hamburg